# Razzie Awards 2023
La 44ª edizione dei Razzie Awards si è svolta il 9 marzo 2024 per premiare il peggio della produzione cinematografica statunitense dell'anno 2023.
Le candidature sono state annunciate il 22 gennaio 2024; il film più nominato è stato I mercenari 4 - Expendables con sette candidature.

## Vincitori e candidati
Vengono di seguito indicati i candidati ed i vincitori in grassetto.

### Peggior film
- Winnie-the-Pooh - Sangue e miele, regia di Rhys Frake-Waterfield
- L'esorcista - Il credente, regia di David Gordon Green
- I mercenari 4 - Expendables regia di Scott Waugh
- Shark 2 - L'abisso, regia di Ben Wheatley
- Shazam! Furia degli dei, regia di David F. Sandberg

### Peggior attore
- Jon Voight - Mercy
- Russell Crowe - L'esorcista del papa
- Vin Diesel - Fast X
- Chris Evans - Ghosted
- Jason Statham - Shark 2 - L'abisso

### Peggior attrice
- Megan Fox - Johnny & Clyde
- Ana de Armas - Ghosted
- Salma Hayek - Magic Mike - The Last Dance
- Jennifer Lopez - The Mother
- Helen Mirren - Shazam! Furia degli dei

### Peggior prequel, remake, rip-off o sequel
- Winnie-the-Pooh - Sangue e miele
- Ant-Man and the Wasp: Quantumania
- L'esorcista - Il credente
- I mercenari 4 - Expendables
- Indiana Jones e il quadrante del destino

### Peggior attrice non protagonista
- Megan Fox - I mercenari 4 - Expendables
- Kim Cattrall - Papà scatenato
- Bai Ling - Johnny & Clyde
- Lucy Liu - Shazam! Furia degli dei
- Mary Stuart Masterson - Five Nights at Freddy's

### Peggior attore non protagonista
- Sylvester Stallone - I mercenari 4 - Expendables
- Michael Douglas - Ant-Man and the Wasp: Quantumania
- Mel Gibson - Confidential informant
- Bill Murray - Ant-Man and the Wasp: Quantumania
- Franco Nero - L'esorcista del papa

### Peggior coppia
- Winnie the Pooh e Pimpi in Winnie-the-Pooh - Sangue e miele
- Due qualsiasi degli investitori avidi di denaro che hanno donato 400 milioni di dollari per i diritti di remake in L'esorcista - Il credente
- Due qualsiasi degli "spietati mercenari" in I mercenari 4 - Expendables
- Ana de Armas e Chris Evans in Ghosted
- Salma Hayek e Channing Tatum in Magic Mike - The Last Dance

### Peggior regista
- Rhys Frake-Waterfield - Winnie-the-Pooh - Sangue e miele
- David Gordon Green - L'esorcista - Il credente
- Peyton Reed - Ant-Man and the Wasp: Quantumania
- Scott Waugh - I mercenari 4 - Expendables
- Ben Wheatley - Shark 2 - L'abisso

### Peggior sceneggiatura
- Winnie-the-Pooh - Sangue e miele - scritto da Rhys Frake-Waterfield
- L'esorcista - Il credente - scritto da Peter Sattler e David Gordon Green
- I mercenari 4 - Expendables - scritto da Kurt Wimmer, Tag Daggerhart e Max D. Adams
- Indiana Jones e il quadrante del destino - scritto da Jez Butterworth, John-Henry Butterworth, David Koepp e James Mangold
- Shazam! Furia degli dei - scritto da Henry Gayden e Chris Morgan

### Razzie Redeemer Award
- Fran Dresher, candidata nell'edizione del 1997 e attuale presidente del SAG/AFTRA, per la sua brillante guida del sindacato degli attori attraverso uno sciopero prolungato nel 2023 conclusosi positivamente